# 남화산업
남화산업 주식회사는 무안컨트리클럽을 운영하는 전문 기업이다.